# Остров доктора Моро (фильм, 1996)
«Остров доктора Моро́» (англ. The Island of Dr. Moreau) — фантастический триллер 1996 года по одноимённому роману Герберта Уэллса. Фильм является второй экранизацией произведения. Сюжет во многом отличается от сюжета романа (в частности, временем событий, новыми героями и сюжетными линиями), хотя в целом главная идея романа сохранена.
Фильм был негативно встречен зрителями и критиками. Картина была номинирована на шесть антипремий «Золотая малина», 72-летний Марлон Брандо «выиграл» в номинации «Худшая мужская роль второго плана». Сборы в мире составили около 49 млн долларов США, лишь немного превысив 40-миллионный бюджет. Из положительных достижений можно отметить номинации на премию «Сатурн» за 1996 год за лучший грим и лучший научно-фантастический фильм.

## Сюжет
После авиакатастрофы главный герой — сотрудник ООН Эдвард Дуглас — в компании двух выживших спутников оказывается посреди Тихого океана в Яванском море, его спутники затевают драку из-за последней фляги воды, в ходе которой погибают. Сам Эдвард теряет сознание. Его спасает лодка, где его обследует доктор Монтгомери и убедительно приглашает на остров, с которого, по его словам, он сможет связаться с материком и организовать эвакуацию Эдварда.
Оказавшись на острове, Эдвард находит нобелевскую медаль некого доктора Моро и знакомится с обаятельной девушкой. Монтгомери называет её «кошечкой». На ночь Дугласа запирают в комнате, но он выбирается и, тайно проникнув в здание-лабораторию, становится свидетелем родов кого-то среднего между женщиной и животным. Он убегает с помощью женщины-кошки Айссы и прячется в поселении полулюдей-полузверей. По дороге туда они видят труп кролика и ещё одного полузверя, Ло-мая, лакающего воду окровавленной пастью. В поселении он видит слепого проповедника Глашатая Закона, от которого узнаёт про «закон»: не есть мяса, не ходить на четырёх ногах. Тогда же он знакомится с доктором Моро, покрытым белым гримом. Тот усмиряет своих подопечных устройством, вызывающим боль, а затем приглашает Эдварда к себе, где объясняет, что нашёл в генах человека дьявола и почти достиг совершенства в своих экспериментах по созданию нового идеального существа. 
Моро узнаёт о проступке Ло-мая и на следующий день устраивает суд над ним. Несмотря на то что Моро прощает Ло-мая, человек-собака Азазелло убивает его. Труп Ло-мая сжигают, а его друг гиено-человек находит в сожженном теле чип. Нащупав такой же у себя, он его вырывает. Он и ещё несколько зверолюдей врываются к доктору Моро, который пытается остановить их, но они уже не в его власти. Моро убивают и съедают. Гиено-человек устраивает бунт. Переманив на свою сторону Азазелло, он убивает сошедшего с ума Монтгомери.
Айсса и Дуглас прячутся от бунтовщиков, но их находит Азазелло и вешает Айссу. Дугласа приводят к гиено-человеку, где тот предлагает Эдварду назвать его богом. Тот соглашается, но говорит о том, что «бог» должен быть один, а ели плоть Моро несколько. В ходе перестрелки все бунтовщики-звери погибают. В конце фильма Дуглас уплывает, обещая вернуться, но Глашатай Закона говорит ему: «Мы должны остаться теми, кто мы есть, а не теми, кем пытался сделать нас Отец. Ходить на двух ногах очень тяжело. Может, на четырёх все-таки лучше». Фильм заканчивается нарезкой кадров человеческих беспорядков, на фоне которого главный герой рассуждает о том, как люди похожи на зверей.

## В ролях
- Дэвид Тьюлис — Эдвард Дуглас
- Файруза Балк — Айсса
- Рон Перлман — Глашатай Закона
- Марлон Брандо — доктор Моро
- Вэл Килмер — Монтгомери
- Марк Дакаскос — человек-леопард Ло-Май
- Темуэра Моррисон — Азазелло

## Съёмки
Как рассказывается в документальном фильме Дэвида Грегори en:Lost Soul: The Doomed Journey of Richard Stanley’s Island of Dr. Moreau — «Пропащая душа: Роковое путешествие на „Остров доктора Моро“ Ричарда Стэнли» (2014), хаотические события, связанные с созданием фильма, быстро привели к тому, что его производство стало одним из самых трудных и проблемных в истории Голливуда. Экранизация «Доктора Моро» была давней мечтой режиссера Ричарда Стэнли, который впервые прочитал книгу в детстве. Он потратил четыре года на разработку проекта, прежде чем получил «зелёный свет» от New Line Cinema. Хотя Стэнли в главной роли видел Юргена Прохнова, New Line удалось обеспечить участие Марлона Брандо, но через некоторое время Стэнли узнал, что компания за его спиной предложила снимать фильм Роману Полански. Разъяренный Стэнли потребовал встречи с Брандо, который неожиданно очень сочувственно отнёсся к режиссёрскому видению фильма — не в последнюю очередь из-за глубокого понимания Стэнли романа и его истории, в том числе её связи с романом Джозефа Конрада «Сердце тьмы» (послужившим главным вдохновением для фильма Фрэнсиса Форда Копполы «Апокалипсис сегодня»), и родственных отношений самого Стэнли с легендарным африканским исследователем Генри Мортоном Стэнли, прототипом главного героя Конрада, Курца. По словам Стэнли, спустя более пятнадцати лет после того, как Брандо сыграл этого персонажа в фильме Копполы, он всё ещё был очарован Курцем.
Благодаря поддержке Брандо Стэнли был утвержден в качестве режиссёра и получил возможность нанять ещё двух звёзд: Брюса Уиллиса на роль Эдварда Предика, переговорщика ООН, который оказывается на острове Моро после крушения самолета, и Джеймса Вудса на роль Монтгомери, главного помощника Моро. Воодушевлённый Стэнли с энтузиазмом приступил к подготовке съёмок, работая с создателем спецэффектов Стэном Уинстоном над гримом и костюмами для существ Моро, а также подбирая места съёмок — в частности, тропический лес за пределами Кэрнса в Северном Квинсленде, Австралия.
Однако по мере приближения начала съёмок проблемы начали множиться. Сначала из фильма ушёл Брюс Уиллис. В Lost Soul… Стэнли объясняет это разводом с Деми Мур, но пара не объявляла о разводе до лета 1998 года, а завершился он два года спустя. Уиллис был заменён на Вэла Килмера, который, ознакомившись со сценарием, потребовал сокращения числа съёмочных дней на 40 %. Стэнли решил эту проблему, предложив Килмеру меньшую по объёму роль помощника Монтгомери. Однако это означало, что Джеймсу Вудсу также придётся покинуть съёмочную площадку. New Line поспешно наняли на главную роль бывшую звезду «Северной стороны» Роба Морроу. Наконец, незадолго до начала съёмок дочь Марлона Брандо Шайенн совершила самоубийство, и опустошённый Брандо уединился на своём частном острове, оставив Стэнли и его продюсеров в подвешенном состоянии.
Причудливый, замкнутый характер Стэнли и его явное нежелание посещать студийные встречи создавали напряжённость между режиссёром и New Line Cinema. Уязвимость Стэнли перед давлением студии усугублялась продолжающимся отсутствием его главного союзника Брандо, но самой большой проблемой оказалось грубое и заносчивое поведение на площадке Вэла Килмера, который к тому же опоздал к началу съёмок на два дня. Килмер произносил диалоги не по сценарию и неоднократно публично критиковал идеи Стэнли. В итоге отснятый материал был признан непригодным для использования. Сам Килмер позже объяснял происходящее тем, что его жена Джоан Уолли подала в суд на развод, о чём он якобы узнал из телевизионного репортажа.
Студия главным образом обвиняла режиссёра в неспособности держать Килмера под контролем. Другой причиной для недовольства стал внезапный уход Роба Морроу. На второй день съёмок Морроу, не пожелавший смириться с напряжённо-враждебной атмосферой на съёмочной площадке, воспользовавшись временной приостановкой съёмок из-за плохой погоды, связался с главой New Line Робом Шэем и попросил отпустить его, с чем Шэй согласился.
В конце третьего дня съёмок, после экстренных консультаций со своими представителями на площадке, New Line Cinema приняла решение уволить Стэнли, о чём уведомила режиссёра по факсу. Тот отреагировал гневно, в отместку уничтожив ряд документов, а будучи доставлен в аэропорт, не стал подниматься на борт самолёта, следующего в Голливуд. В рамках соглашения Стэнли была предложена полная оплата при условии, что он не будет распространяться об обстоятельствах своего увольнения, поэтому его отказ улетать был истолкован New Line как возможная попытка саботировать съёмки.
Стало известно, что Стэнли в шутку велел художнику-постановщику фильма сжечь декорации, и после его исчезновения меры безопасности были усилены. Сам Стэнли позже рассказывал, что он на самом деле остался в Австралии — перенеся тяжёлый эмоциональный срыв, он обосновался в отдалённом месте в регионе Кернс, чтобы восстановиться. Там он встретился с некоторыми из бывших членов съёмочной группы, которых приняли на работу в качестве статистов. С их помощью Стэнли в течение нескольких дней тайно возвращался на съёмочную площадку в костюме и гриме человека-собаки и снимался в фильме, который первоначально должен был режиссировать. Также сообщалось, что впоследствии он появился на вечеринке, посвящённой окончанию съёмок, где столкнулся с Килмером, который извинился за изгнание Стэнли из фильма.
Возмущённая увольнением режиссёра Файруза Балк покинула съёмочную площадку и проехала около 2,5 тысяч километров до Сиднея, однако агент убедил её, что студия погубит её карьеру и она никогда больше не сможет сниматься, если нарушит контракт, поэтому она вскоре была вынуждена вернуться на площадку.
Ради спасения картины студия пригласила режиссёра-ветерана Джона Франкенхаймера. Он — как и практически все члены актёрского состава и съёмочной группы — был привлечён возможностью работать с легендарным Брандо. При этом он использовал отчаянное положение студии в своих интересах, потребовав в обмен на свои услуги повышенный гонорар и контракт на три фильма. Грубоватый, диктаторский подход Франкенхеймера, одного из последних голливудских режиссёров «старой школы», радикально отличался от стиля Стэнли, и вскоре многие актёры и члены съёмочной группы стали избегать его. Переписать сценарий Ричарда Стэнли, Майкла Херра и Уолона Грина было поручено соратнику Франкенхаймера Рону Хатчинсону. Франкенхаймер также пригласил Дэвида Тьюлиса на роль Дугласа. Пока все эти изменения осуществлялись, производство фильма было остановлено на полторы недели.
Вопреки ожиданиям, после возобновления съёмок проблемы продолжались и даже обострились. Брандо предпочитал проводить время в кондиционированном трейлере, в то время как актёры и статисты находились на изнуряющей тропической жаре в полном гриме и тяжёлых костюмах. Антипатия между Брандо и Килмером быстро переросла в открытую враждебность, и однажды, как рассказывается в Lost Soul..., актёры и съёмочная группа были вынуждены ждать часами, поскольку каждый из двух звёздных актёров отказывался выходить из своего трейлера раньше другого. В конце концов Франкенхаймер заявил: «Мне не нравится Вэл Килмер, мне не нравится его трудовая этика, и я больше никогда не хочу с ним связываться», а после завершения финальной сцены с Килмером распорядился: «Теперь уберите этого ублюдка с моей площадки».
По словам Тьюлиса, «у всех нас были разные представления о том, как всё должно быть. Кончилось тем, что я импровизировал в некоторых из главных сцен с Марлоном». Тьюлис лично переписал характер своего героя. Постоянные изменения сценария также действовали на нервы Брандо; он отказывался учить текст и пользовался миниатюрным радиоприёмником, через который помощница диктовала ему текст. Тьюлис вспоминал: «Вдруг посреди дубля Марлон ловит полицейское сообщение и повторяет: „Ограбление у Вулворта“».
Из-за множества проблем с производством и постоянного саботажа со стороны Брандо и Килмера съёмки в конечном итоге растянулись с запланированных шести недель до почти шести месяцев, а атмосфера на съёмочной площадке фактически стала отражением сюжета фильма, где многострадальный актёрский состав и команда становятся всё более отчуждёнными и враждебными по отношению к своенравным звёздам и авторитарному режиссёру.